# Мир для нашего поколения

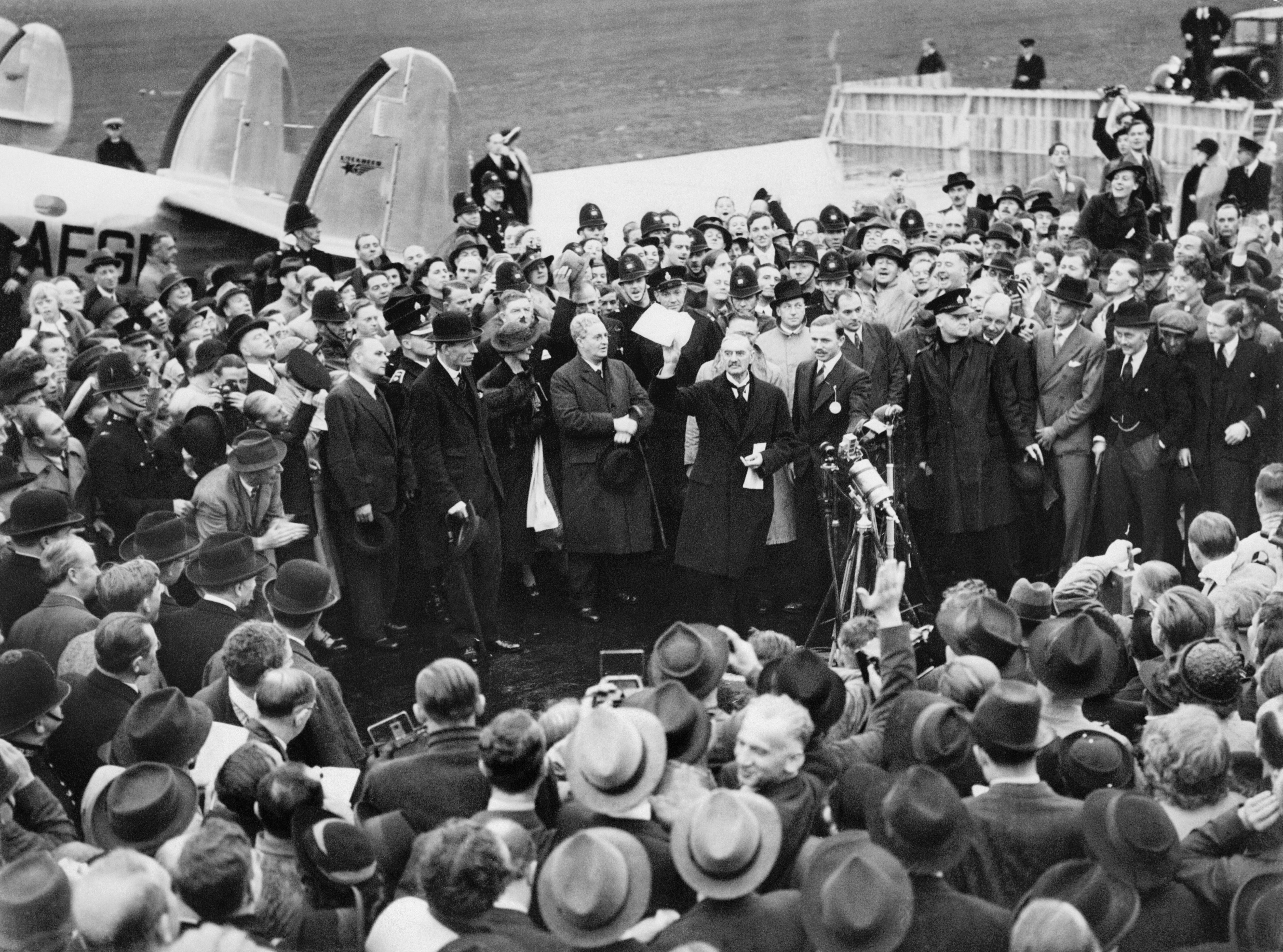
Невилл Чемберлен демонстрирует англо-германскую декларацию о приверженности мирным принципам, подписанную и Гитлером и им самим, по возвращении из Мюнхена 30 сентября 1938 года

«Мир для нашего поколения» (англ. Peace for our time — «мир для всего поколения») — заявление, сделанное премьер-министром Великобритании Невиллом Чемберленом в своём выступлении 30 сентября 1938 года в Лондоне о Мюнхенском соглашении и последующей англо-германской декларации. Эта фраза была повторением слов Бенджамином Дизраэли, который, вернувшись с Берлинского конгресса в 1878 году, заявил: «Я вернулся из Германии с миром для нашего поколения» (англ. «I have returned from Germany with peace for our time»).
Фраза запомнилась, прежде всего, из-за иронического смысла, который она приобрела, поскольку менее чем через год после заключения соглашения вторжение Гитлера в Польшу стало началом Второй мировой войны.
Её часто неверно цитируют как «мир в наше время» — фраза, знакомая британской публике по Книге общих молитв. Отрывок из этой книги, переведённый из гимна VII века «Da pacem, Domine», гласит: «Даруй мир в наше время, Господи, потому что нет другого, кто сражается за нас, кроме Тебя, Боже».

## Выступления
Самолёт, на борту которого находился Чемберлен, приземлился на аэродроме Хестон 30 сентября 1938 года, и он обратился к собравшимся там людям:
Урегулирование чехословацкой проблемы, которое теперь достигнуто, является, на мой взгляд, лишь прелюдией к большему урегулированию, в котором вся Европа может найти мир. Сегодня утром у меня был ещё один разговор с канцлером Германии господином Гитлером, и вот газета, на которой написано его имя, а также моё [показывает газету толпе]. Некоторые из вас, возможно, уже слышали, что в нём содержится, но я просто хотел бы прочитать его вам: «… Мы рассматриваем соглашение, подписанное вчера вечером, и англо-германское военно-морское соглашение как символ желания наших двух народов никогда больше не воевать друг с другом».
Несколько позже в тот же день, стоя у Даунинг-стрит, 10, он снова прочитал этот документ и сделал вывод:
Друзья мои, второй раз в нашей истории премьер-министр Великобритании вернулся из Германии и принес с собой мир с честью. Я считаю, что это мир для нашего поколения. Мы благодарим вас от всего сердца. Идите домой и хорошо выспитесь.
Действия Чемберлена не вызвали всеобщего одобрения. 15 000 человек (втрое больше, чем число приветствовавших его на Даунинг-стрит, 10) протестовали против Мюнхенского соглашения в тот же день на Трафальгарской площади. Влияние Чемберлена на Би-би-си привело к тому, что новости, свидетельствующие о негативном отношении общественности к результатам его визита, в значительной степени подавлялись. Представитель лейбористской партии Хью Далтон публично предположил, что листок бумаги, которым размахивал Чемберлен, «вырван со страниц Mein Kampf».
Не поверив Чемберлену, Айзек Азимов опубликовал в июле 1939 года рассказ «Тенденции», в котором упоминается мировая война 1940 года.

## Культурное влияние
«Мир в наше время» — так называется пьеса Ноэля Кауарда 1947 года. Действие происходит в альтернативном 1940 году, битва за Британию проиграна, немцы имеют господство в воздухе, а Соединённое Королевство находится под нацистской оккупацией. Вдохновлённый на написание этой пьесы в 1946 году после того, как увидел последствия оккупации Франции, Кауард написал: «Я начал подозревать, что физический эффект четырёхлетних периодических бомбардировок гораздо менее разрушителен для внутреннего характера нации, чем духовный эффект четырёх лет вражеской оккупации». 
«Мир для нашего поколения» — сатирическая песня Элвиса Костелло 1984 года, в которой упоминается Чемберлен. Она включена в альбом Goodbye Cruel World.
Президент США Джон Ф. Кеннеди сослался на речь Чемберлена в 1963 году в своём обращении к Американскому университету, в которой он сказал, что стремится «не просто к миру для нашего поколения, но и к миру во все времена».